# Oahu-Akialoa
Der Oahu-Akialoa (Akialoa ellisiana) ist eine ausgestorbene Singvogelart aus der Tribus der Kleidervögel der Finken. Das Artepitheton ellisiana ehrt William Ellis, den Maat des Schiffsarztes der Cook-Expedition, der als erste Person mehrere Vogelarten Hawaiis zeichnete.

## Merkmale

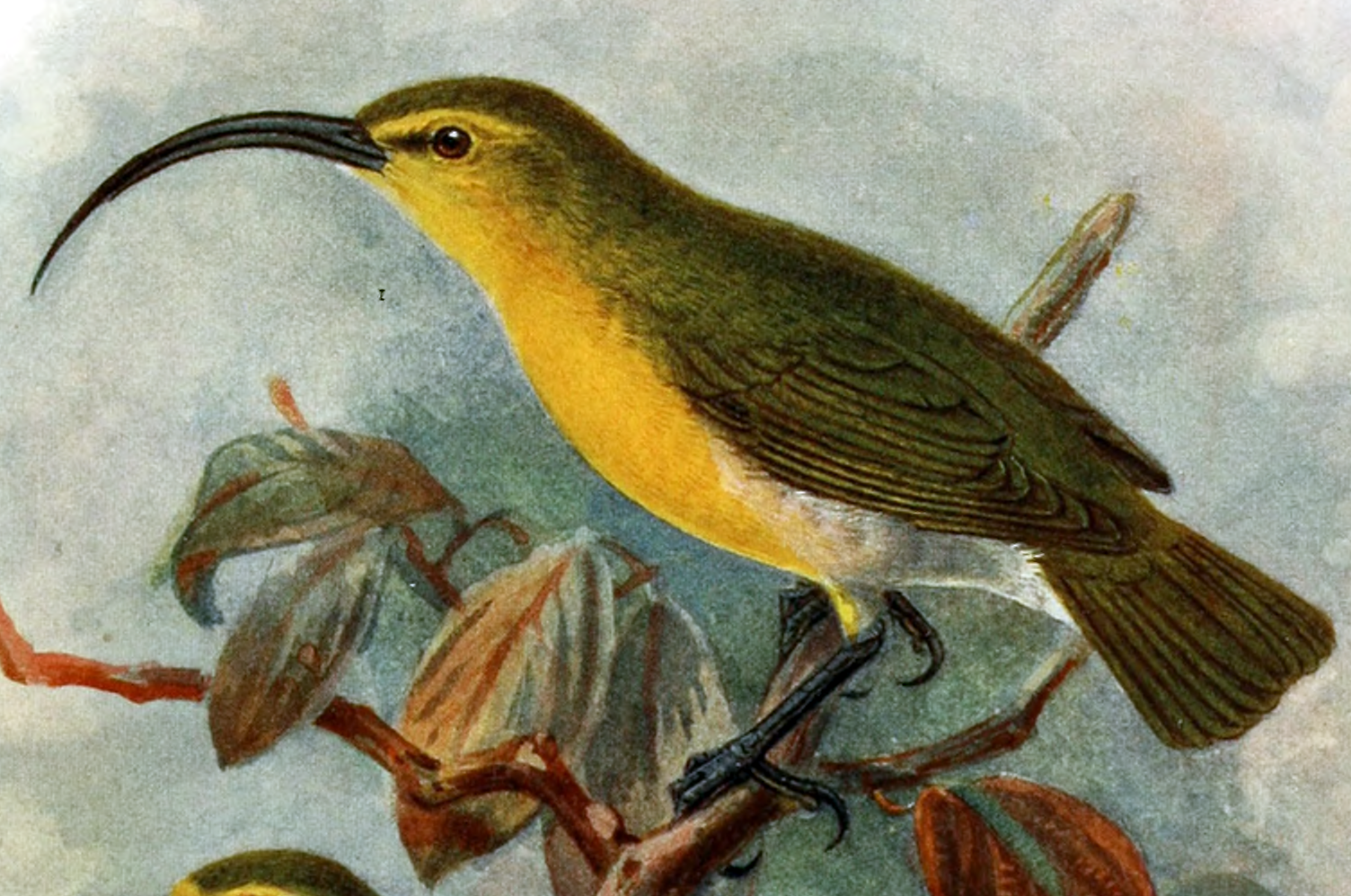
Oahu-Akialoa

Der Holotypus der Nominatform  wurde 1837 von Ferdinand Deppe gesammelt. Er wird heute im Museum für Naturkunde der Humboldt-Universität zu Berlin aufbewahrt und hat eine Länge von 16,5 cm. Das Gefieder ist überwiegend stumpf olivgrün und heller an der Brust. Die Flügel und der Schwanz sind bräunlich oliv mit hell oliven Säumen. Beine und Füße sind braun.

## Aussterben
Von den Typusexemplaren der Nominatform, die Deppe 1837 sammelte, ist heute nur noch ein Balg vorhanden. In den 1840er-Jahren fing John Kirk Townsend (1809–1851) im Nuʻuanu Valley auf Oʻahu ein weiteres Exemplar, das sich in der Academy of Natural Sciences in Philadelphia befindet. Mehrere weitere Expeditionen blieben erfolglos, bis Robert Cyril Layton Perkins (1866–1955) im Oktober 1892 oberhalb des Nuʻuanu Valleys ein weiteres Paar sichtete. Perkins schrieb 1903: 

„[…] Bei einer Gelegenheit sah ich ein Paar dieser Art. Ein Vogel verfolgte den anderen über einen schmalen Kamm hoch oben in den Bergen. Der führende Vogel überquerte den Kamm und flog hinab in eine tiefe Schlucht auf der anderen Seite. Er fiepte während er flog, während sich der andere Vogel in einem ʻŌhiʻa-Baum am Gipfel des Kamms ungefähr 10 Meter von mir entfernt niederließ. Als ich auf den letzteren Vogel schoss, fiel er über den steilen Kamm. Nach einer langen Suche, war ich außerstande den Vogel zu finden. Mir fiel das dunkle Gefieder der Oberseite auf, das in keiner Weise der gelblicheren Färbung von anderen Vogelarten nahekommt, mit denen ich vertraut war.“

Perkins jagte mehrere Tage um Waolani herum und verbrachte eine Nacht im Freien auf dem Kamm, aber er konnte nie wieder einen Vogel sichten, der aussah wie der Oahu-Akialoa.
1935, 1936 und 1937  soll es drei weitere Sichtungen der Nominatform am Mount Kaʻala und am Kipapa Trail ungefähr 4 km oberhalb Mililani gegeben haben, die jedoch als fragwürdig betrachtet werden. Ein weiterer Nachweis vom Mount Pālehua oberhalb von Makakilo, der von John d’Arcy Northwood (1897–1972) aus dem Jahr 1939 stammt, war ziemlich detailliert und wird von manchen Autoren als glaubwürdig angesehen.
Die Aussterbeursachen waren vermutlich Lebensraumverlust und eingeschleppte Krankheiten.